# يوتا كونيشي
يوتا كونيشي (باليابانية: 小西勇太) هو منافس ألعاب قوى ياباني، ولد في 31 يوليو 1990.

## وصلات خارجية
- يوتا كونيشي على موقع الاتحاد الدولي لألعاب القوى (الإنجليزية)
- يوتا كونيشي على موقع الرابطة اليابانية لاتحادات ألعاب القوى (اليابانية)